# エドウィン・ガスリー
エドウィン・レイ・ガスリー（Edwin Ray Guthrie 、1886年1月9日 - 1959年4月23日）はアメリカ合衆国の心理学者。ネブラスカ州リンカーン出身。1914年からワシントン大学教授を務めた。
新行動主義心理学者で、他にトールマン、ハル、スキナーらがいる。ガスリーはS-R接近理論を立て、「刺激と反応の結合の強さは時間的、空間的接近に依存する」と主張した。